# James Anaparambil
James Raphael Anaparambil (ur. 7 marca 1962 w Kandakadavu) – indyjski duchowny katolicki, biskup Alleppey od 2019.

## Życiorys

### Młodość i prezbiterat
Studiował w seminarium duchownym w Alwaye. W latach 1993–1998 studiował teologię biblijną na rzymskim Papieskim Uniwersytecie Urbaniana.
Święcenia kapłańskie przyjął 17 grudnia 1986 i został inkardynowany do diecezji Alleppey. Był m.in. profesorem (1998-2013) i rektorem (2009-2012) seminarium w Carmelgiri oraz pomocniczym wikariuszem generalnym odpowiedzialnym za duchowieństwo, seminarzystów i zakonników.

### Episkopat
7 grudnia 2017 roku został mianowany przez papieża Franciszka biskupem koadiutorem diecezji Alleppey. Sakry biskupiej udzielił mu 11 lutego 2018 biskup tejże diecezji, Stephen Athipozhiyil. Rządy w diecezji objął 11 października 2019, po przejściu na emeryturę poprzednika.